# Aarde (planeet)
De Aarde is vanaf de Zon gerekend de derde planeet van het zonnestelsel. Ze is zowel qua massa als qua volume de grootste van de vier binnenste planeten, die een vast oppervlak hebben van steenachtig materiaal, en (naar de Aarde) "aardse planeten" worden genoemd. Op de Aarde komt leven voor: ze is de woonplaats van miljoenen soorten organismen. Of ze daarin alleen staat is onduidelijk, maar in de rest van het heelal zijn tot nog toe nergens sporen van leven gevonden. Radiometrische dateringen hebben uitgewezen dat de Aarde 4,57 miljard jaar geleden is ontstaan en het leven maximaal 1 miljard jaar daarna. Sinds het ontstaan van leven op Aarde is de aardatmosfeer geleidelijk zuurstofrijk geworden, waardoor een beschermende ozonlaag kon ontstaan en zich aerobe organismen konden ontwikkelen.
Het aardoppervlak is voor 71% bedekt met water in de vorm van zeeën en oceanen, de rest bestaat uit continenten en eilanden. Water is noodzakelijk voor het overleven van alle bekende levensvormen.
De lithosfeer, de buitenste laag van de vaste Aarde, is verdeeld in een aantal rigide platen, die op een geologische tijdschaal (over miljoenen jaren) langzaam over het aardoppervlak bewegen. Deze beweging veroorzaakt de vorming van gebergten en vulkanisme. Onder de lithosfeer bevindt zich de langzaam convecterende aardmantel. De stroming in de mantel veroorzaakt de bewegingen van de platen en vulkanisme aan het aardoppervlak. Onder de mantel bevinden zich een vloeibare buitenkern (waarin het aardmagnetisch veld wordt opgewekt) en een vaste binnenkern. Dit magnetisch veld beschermt het leven tegen de zonnewind en kosmische straling.
De Aarde draait om de Zon in dezelfde tijd dat ze 366,26  maal om haar eigen as draait. Deze tijdsduur wordt een siderisch jaar genoemd. Omdat de rotatie van de Aarde om haar as en de baan van de Aarde om de Zon dezelfde richting volgen (vanaf de noordpool gezien tegen de wijzers van de klok in) is de lengte van het jaar in zonnedagen gemeten precies één dag korter, namelijk 365,26 dagen.
De aardas staat in een hoek van 23,439281° met een lijn die loodrecht staat op het vlak waarin de aardbaan ligt, wat de seizoenen veroorzaakt. De Aarde heeft een natuurlijke satelliet, de Maan, die vlak na de vorming van de Aarde moet zijn ontstaan. Soms worden er kleine objecten ontdekt die tijdelijk een baan om de Aarde beschrijven. De zwaartekracht van de Maan veroorzaakt getijden in de oceanen, stabiliseert de hellingshoek van de aardas en doet de rotatiesnelheid van de planeet langzaam afnemen.

## Astronomische eigenschappen
De Aarde behoort tot het Zonnestelsel, het planetaire stelsel rond de ster die de Zon wordt genoemd. Het Zonnestelsel bevat nog zeven andere planeten en een groot aantal kleinere hemellichamen. De Zon is ongeveer 109 keer zo groot in diameter als de Aarde en heeft een 300 000 maal zo grote massa. Onder de planeten is de Aarde van gemiddelde grootte. Er werd lang aangenomen dat de grotere planeten, met name Jupiter, de Aarde gedurende haar bestaan beschermd hebben tegen inslagen door met hun (grotere) gravitatieveld planetoïden en kometen in te vangen of af te stoten. Ook de Maan vangt meteorieten op die anders op Aarde zouden storten. Onderzoek in 2007 wees uit dat het bestaan van Jupiter maar weinig verschil maakt en mogelijk juist een bedreiging kan vormen voor de bewoonbaarheid van de Aarde.
De Zon is een van de miljarden sterren die samen het sterrenstelsel Melkweg vormen. Binnen de Melkweg is de Zon een relatief onopvallende ster. De Melkweg zelf is weer onderdeel van de Lokale Groep, een groep van meer dan 40 sterrenstelsels, waarvan de Melkweg een van de grotere is. Deze Lokale groep is onderdeel van de Lokale Supercluster, een van vele superclusters van tienduizenden sterrenstelsels die samen het heelal vormen.

### Baan en rotatie

Rotatie van de Aarde om haar as

Ten opzichte van achtergrondsterren heeft de Aarde 23 uur, 56 minuten en 4,091 seconden (een siderische dag) nodig om eenmaal om haar as te draaien. Doordat de Aarde van boven de noordpool af gezien tegen de klok in draait, lijkt het voor de toeschouwer vanaf het aardoppervlak alsof andere hemellichamen (sterren, planeten, de Zon en de Maan) in het oosten opkomen om onder te gaan in het westen.
De Aarde draait in een licht excentrische baan rond de Zon. Eén rondgang (een siderisch jaar) duurt ongeveer 365,25636 dagen. Daardoor lijkt de Zon vanaf de Aarde gezien ten opzichte van de sterren met ongeveer 1° per dag naar het oosten te bewegen. Dankzij deze beweging komt de Zon elke dag ongeveer 4 minuten later op ten opzichte van de sterren. De tijdsduur die de Aarde nodig heeft om weer in dezelfde positie te raken ten opzichte van de Zon, is daardoor ongeveer 4 minuten langer dan een siderische dag en wordt een synodische dag genoemd.
De afstand tot de Zon bedraagt gemiddeld bijna 150 miljoen km en de snelheid waarmee de Aarde om de Zon beweegt is 29,783 km/s. De Aarde bereikt het perihelium in haar baan (de plek waar ze het dichtst bij de Zon staat) op 3 januari en het aphelium (het verste punt van de Zon af) rond 4 juli. Het verschil in afstand tot de Zon zorgt ervoor dat de warmte-energie die de Aarde in het perihelium ontvangt, 106,9% is van de warmte-energie die ze ontvangt tijdens het aphelium. Het zuidelijk halfrond ontvangt in de loop van een jaar daardoor iets meer energie dan het noordelijk halfrond. Dit effect wordt echter grotendeels opgeheven door absorptie van het energieverschil door de oceanen (het zuidelijk halfrond heeft een veel groter wateroppervlak dan het noordelijk halfrond) en het effect van seizoenen als gevolg van de helling van de aardas is veel groter.

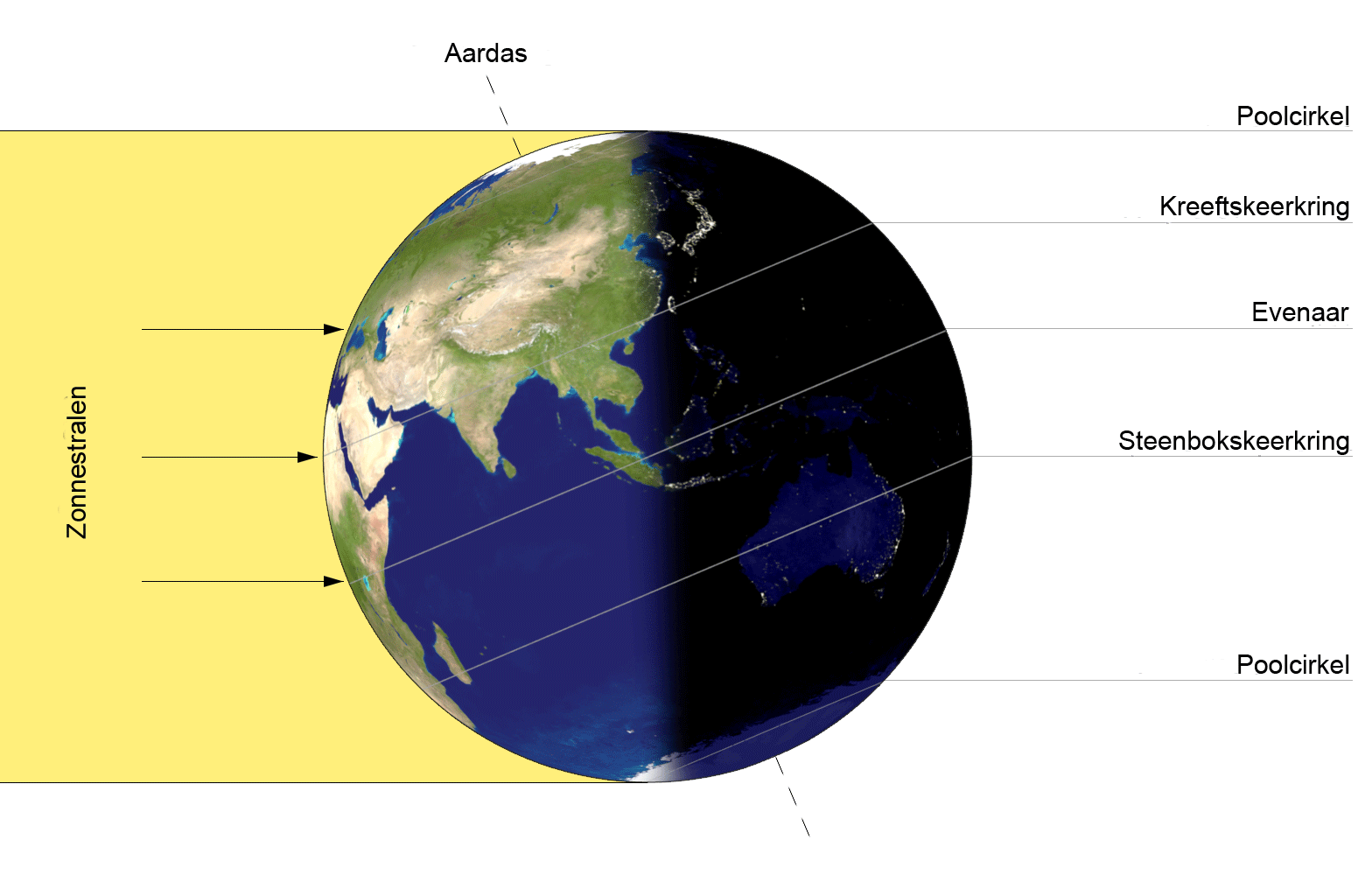
De hoek van de aardas met de ecliptica (en inkomend zonlicht) veroorzaakt seizoenen op Aarde. Als de Aarde op het punt in haar baan is wanneer de noordpool naar de Zon toe gericht is, is het op het noordelijk halfrond zomer en op het zuidelijk halfrond winter.

Doordat de rotatieas van de Aarde niet loodrecht op de aardbaan om de zon staat, maar daar 23,4° van afwijkt (inclinatie), verandert de hoek waarmee de Zon de Aarde beschijnt, in de loop van een jaar. Samen met de beweging om de Zon zorgt dit ervoor dat er op Aarde seizoenen voorkomen. Voor een waarnemer op het noordelijk halfrond zal de Zon hoger aan de hemel staan wanneer de noordpool naar de Zon toe gekanteld is. Daardoor is de temperatuur in die perioden hoger, terwijl de temperatuur lager is als de noordpool van de Zon af gekanteld is. Binnen de poolcirkels is de Zon zelfs gedurende een gedeelte van het jaar helemaal niet te zien (de zogenaamde poolnacht). In de astronomie zijn de seizoenen vastgelegd afhankelijk van de stand van de aardas ten opzichte van de Zon. De twee punten in de aardbaan waar een van de twee polen naar de Zon gericht is, worden zonnewendes genoemd en de twee punten waarop de Zon precies boven de evenaar staat, de equinoxen. Die vier punten verdelen een jaar in zomer, herfst, winter en lente.
Voor het noordelijk halfrond geldt dat de afstand tot de zon in de zomer iets groter is dan in de winter; de zomer duurt hier dan ook een paar dagen langer dan de winter. Op het zuidelijk halfrond is dat juist andersom. Hierdoor zijn de seizoensverschillen op het zuidelijk halfrond iets groter. Op Mars is dat effect veel sterker, doordat de baan van deze planeet meer van de cirkelvorm afwijkt.

### Maan

Schematische weergave van de rotatie van de Aarde (R), de precessie (P) en de nutatie (N)

De Aarde bezit een natuurlijke satelliet, de Maan. De diameter van de Maan bedraagt ongeveer een kwart van die van de Aarde. Er bestaat in het Zonnestelsel geen andere planeet met een naar verhouding zo grote satelliet. De Maan is net als de Aarde een terrestrisch lichaam dat voornamelijk uit silicaten bestaat. In tegenstelling tot de Aarde bezit de Maan echter geen atmosfeer.

De Aarde gezien vanaf de Maan

Hoewel de diameter van de Zon ongeveer 400 keer zo groot is als die van de Maan, hebben Zon en Maan vanaf de Aarde gezien toch ongeveer dezelfde schijnbare diameter aan de hemel. Dit komt doordat de Zon zich ook ongeveer 400 keer zo ver bevindt van de Aarde als de Maan. Er kunnen daarom op Aarde zowel gedeeltelijke zonsverduisteringen voorkomen als totale, die net dekkend zijn.
De Aarde en de Maan draaien om een gemeenschappelijk zwaartepunt in 27,32 siderische dagen. Vanuit de Zon gezien, duurt die omloop van de Maan nog iets langer: de periode tussen twee volle manen (een synodische maand) bedraagt 29,53 dagen. Het vlak van de Maanbaan helt onder een hoek van 5° met de ecliptica. Zonder deze hoek zou er elke twee weken een zons- of maansverduistering te zien zijn.
De aantrekkingskracht van de Maan zorgt voor getijden op Aarde. De aantrekkingskracht van de Aarde op de Maan heeft ervoor gezorgd dat de Maan een gebonden rotatie vertoont: de omlooptijd en rotatieduur van de Maan zijn even lang. Als gevolg daarvan is vanaf Aarde altijd dezelfde kant van de Maan te zien. Tijdens haar omloop rond de Aarde vertoont de Maan schijngestalten, doordat ze zich telkens in een andere positie ten opzichte van de Zon bevindt.
De getijdenversnelling zorgt ervoor dat de Maan versneld raakt in haar omloopbaan en langzaam in een steeds ruimere baan om de Aarde terechtkomt. Als gevolg daarvan beweegt ze zich met een snelheid van 38 millimeter per jaar van de Aarde af. Tegelijkertijd wordt ook de rotatie van de Aarde om haar eigen as afgeremd, waardoor een siderische dag op Aarde elk jaar 23 µs langer duurt. In het Devoon (410 miljoen jaar geleden) stond de Maan nog dichterbij en duurde een siderische dag op Aarde slechts 21 uur, waardoor er ongeveer 400 dagen in een jaar vielen.
De getijdenwerking van de Maan stabiliseert de stand van de aardas. Sommige geleerden denken dat de aardas zonder deze stabiliserende werking van de Maan bloot zou staan aan chaotische veranderingen, die het aardse klimaat veel veranderlijker en extremer zouden maken. Als de aardas zich in het baanvlak van de Aarde bevond, zoals tegenwoordig het geval is bij de planeet Uranus, dan zou complex leven waarschijnlijk onmogelijk zijn vanwege de extreme verschillen tussen de seizoenen.
Behalve een natuurlijke satelliet bezit de Aarde enkele kleine quasisatellieten. De grootste daarvan, de 2,1 km grote planetoïde (3753) Cruithne, werd in 1986 ontdekt. Aan het begin van de 21e eeuw zijn nog meer objecten met soortgelijke banen ontdekt. Die zijn niet groter dan honderd meter in doorsnede.

### Cyclische veranderingen
De aardas ondergaat een langzame, cyclische beweging ten opzichte van de Zon, die precessie wordt genoemd, en zich elke 25.800 jaar herhaalt. De precessie zorgt voor het verschil tussen een tropisch jaar en een siderisch jaar. Daarnaast varieert de stand van de aardas ook een klein beetje, met een periode van 18,6 jaar, een beweging die de nutatie genoemd wordt. Ook de positie van de polen op het aardoppervlak verandert, met maximaal een paar meter per jaar. Deze poolbeweging heeft verschillende cyclische componenten, die samen de quasiperiodische beweging worden genoemd. Zelfs de rotatiesnelheid van de Aarde varieert licht, waardoor niet alle dagen precies even lang zijn.
De helling van de aardas varieert met een periode van 41 000 jaar. Ook de excentriciteit van de aardbaan verandert in de loop der tijd. Er zijn grofweg twee belangrijke cyclische perioden waarmee deze veranderingen plaatsvinden; de langste periode duurt 413 000 jaar, de kortere ongeveer 100 000 jaar.
Cyclische veranderingen van de baan en rotatie van de Aarde en de stand van de aardas worden voornamelijk veroorzaakt door variaties in de aantrekkingskracht van de Zon en Maan en worden wel Milanković-cycli genoemd. Deze cycli zorgen op het aardoppervlak voor langzame veranderingen in de hoeveelheid en distributie van inkomende zonne-energie. Algemeen wordt daarom verondersteld dat ze de oorzaak van (vaak zich cyclisch herhalende) klimaatveranderingen zijn geweest in het verleden, zoals de zogenaamde glacialen (ijstijden) van de afgelopen 2,5 miljoen jaar, koude perioden waarin het landijs aangroeide.

## Fysische eigenschappen
De Aarde is een terrestrische planeet, dat wil zeggen dat ze bestaat uit gesteente in plaats van gassen, zoals een gasreus als Jupiter. De Aarde is in diameter, massa, gemiddelde dichtheid, zwaartekracht en sterkte van haar magnetisch veld de grootste van de vier terrestrische planeten in het zonnestelsel.

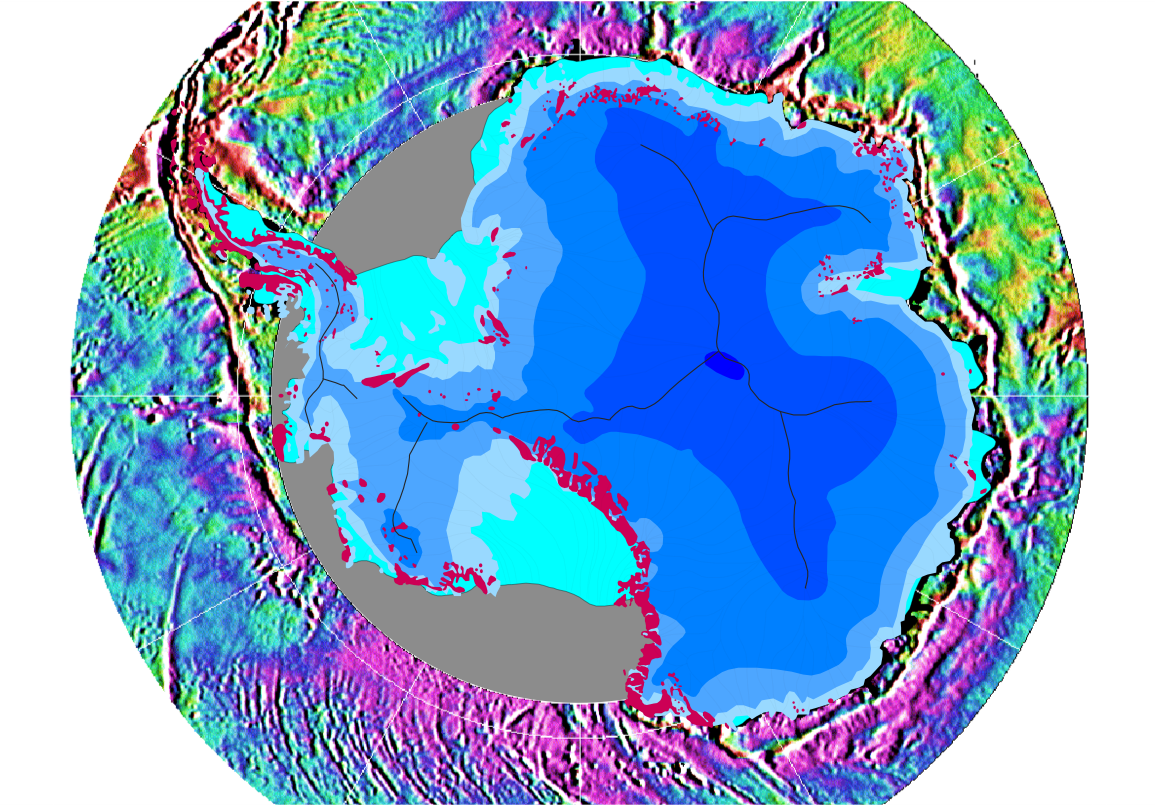
Afwijkingen van de gemiddelde zwaartekracht in de Zuidelijke Oceaan in valse kleuren. De grootte van de afwijkingen loopt van −30 mGal (magenta) tot +30 mGal (rood). Het beeld is aangepast om de variatie van de zwaartekracht met de breedtegraad - door de afplatting van de aarde aan de polen - weg te halen.

### Vorm en zwaartekracht
De Aarde is bijna bolvormig, maar heeft een geringe afplatting aan de polen (de diameter is van pool tot pool ongeveer 43 kilometer kleiner dan door de evenaar). De vorm is eerder een sferoïde met een uitdijing bij de evenaar dan een bol, maar de precieze vorm (de zogenaamde geoïde) wijkt ook nog eens maximaal 100 meter van een perfecte sferoïde af. Om de geoïde in berekeningen te benaderen worden referentie-ellipsoïdes gebruikt. De gemiddelde diameter van een referentie-ellipsoïde is 12 742 km.
Dat de Aarde min of meer bolvormig is, werd eeuwen voor onze jaartelling al vermoed, onder anderen door Pythagoras en Aristoteles, en bewezen door Eratosthenes (276-194 v.Chr.). Dit was ook onder middeleeuwse geleerden bekend. Bij maansverduisteringen is de schaduw van de Aarde op de Maan altijd cirkelvormig, ook als de Maan dicht bij de horizon staat. Hieruit kan men afleiden dat de Aarde rond moet zijn.
De sterkte van het zwaartekrachtsveld van de Aarde varieert aan het oppervlak. Door de draaiing en de afplatting van de Aarde is de valversnelling iets groter aan de polen (g = 9,83 m/s²) dan aan de evenaar (g = 9,78 m/s²). Men heeft als standaardwaarde 9,80665 m/s² gekozen. Deze grootheid wordt aangeduid als gn, ge (hoewel dit soms de waarde aan de evenaar aanduidt), g0 of kortweg g.

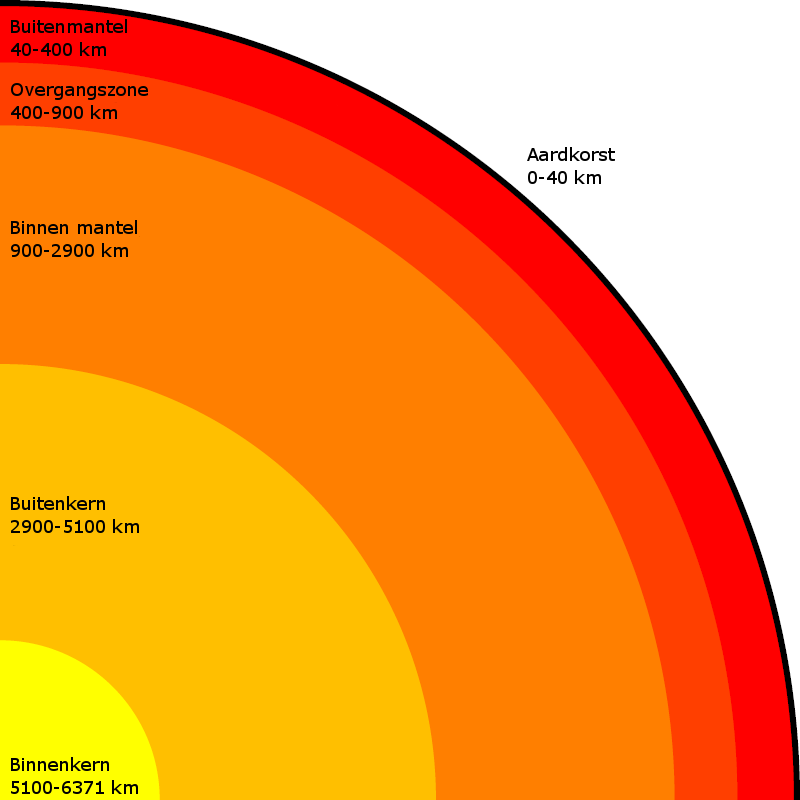
Schematische opbouw van de Aarde

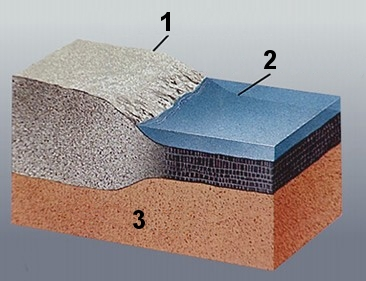
Doorsnede van de aardkorst:
1 - continentale lithosfeer
2 - oceanische lithosfeer met oceaan erboven
3 - asthenosfeer

### Interne opbouw en platentektoniek
Net als andere planeten is de Aarde opgebouwd uit chemische en fysische lagen. De buitenste laag is een lichte, relatief rigide korst van silicaten, die een wisselende dikte heeft. Onder de continenten ligt continentale korst met een dikte van gemiddeld ongeveer 35 km en een dichtheid van 2,2 tot 2,9 g/cm3. Onder de oceanen ligt oceanische korst, die gemiddeld ongeveer 8 km dik is en een dichtheid heeft van 3,3 g/cm3. De aardkorst bestaat voor 95% uit stollingsgesteente en voor 5% uit sedimentair gesteente. Desondanks bedekt het laatste ongeveer 75% van het aardoppervlak. Het bevindt zich vooral in bekkens in de hogere delen van de korst. Continentale korst bestaat vooral uit stollingsgesteente met een lage dichtheid, zoals andesiet of graniet, terwijl de oceanische korst vooral uit gabbro en basalt bestaat. De derde soort gesteente is metamorf gesteente, dat wordt gevormd uit de andere twee door de groei van nieuwe mineralen in de diepere delen van de korst.
Tussen de kern van de Aarde en de korst ligt de mantel, die hoofdzakelijk is samengesteld uit ijzer- en magnesiumrijke silicaten en oxiden. De dichtheid is hoger dan die van de korst en neemt toe met de diepte, gemiddeld 3,5 tot 5 g/cm3. De mantel is dankzij de hoge druk binnenin de Aarde plastisch. Dit betekent dat materiaal in de mantel kan stromen. Dicht tegen de kern is de mantel als gevolg van de grote druk rigide, maar naar buiten toe wordt de mantel steeds minder viskeus ("zachter"). De dikte van de mantel bedraagt 2800 tot 2900 km. Afhankelijk van de viscositeit zijn er een onder- en een bovenmantel te onderscheiden met daartussen een brede overgangszone.
De aardkern heeft een dichtheid van 10 tot 13 g/cm3 en bestaat uit ijzer en nikkel, met sporen van andere elementen. Ze wordt in een vaste binnenkern en een vloeibare buitenkern opgedeeld. De binnenkern heeft een diameter van ruim 2500 km en is, ondanks de temperatuur van ruim 5000 K, door de enorme druk vast. Daaromheen bevindt zich de buitenkern met een dikte van 2200 km, waar een temperatuur van 4500 K heerst. Convectiestromingen in de buitenkern zorgen voor de opwekking van het magnetisch veld van de Aarde.
De buitenste laag van de vaste Aarde is rigide en wordt de lithosfeer genoemd. Ze bestaat uit de aardkorst en een deel van de mantel. Onder de lithosfeer ligt de asthenosfeer; vanwege de hoge temperatuur en relatief lage druk is dit het meest viskeuze deel van de mantel. De lithosfeer is volgens de theorie van de platentektoniek verdeeld in onafhankelijk van elkaar bewegende tektonische platen, die over de "zachte" asthenosfeer kunnen bewegen en er in feite op "drijven".
Ten opzichte van elkaar bewegen de platen zich met snelheden van hooguit enkele cm per jaar. Tussen platen kunnen convergente (naar elkaar toe bewegende), divergente (van elkaar af bewegende) en transforme (langs elkaar bewegende) plaatgrenzen bestaan. De beweging zorgt voor vulkanisme, de vorming van oceanische troggen, gebergtevorming en aardbevingen langs de plaatgrenzen.
Bij divergente plaatgrenzen wordt door opwaartse stroming van heet materiaal in de mantel nieuwe oceanische lithosfeer gevormd. Bij convergente plaatgrenzen schuift de ene plaat onder de andere, door een proces dat subductie genoemd wordt. Alleen oceanische lithosfeer subduceert in grote hoeveelheden, continentale lithosfeer is daarvoor te dik en te licht. Dit zorgt ervoor dat de oceanische lithosfeer voortdurend gerecycled wordt, zodat de meeste oceanische lithosfeer niet ouder is dan 100 miljoen jaar (op geologische tijdschaal gezien relatief jong).

### Samenstelling
De massa van de Aarde bedraagt 5,97×1024 kg. In massapercentages bestaat de Aarde uit 32,1% ijzer, 30,1% zuurstof, 15,1% silicium, 13,9% magnesium, 2,9% zwavel, 1,8% nikkel, 1,5% calcium, 1,4% aluminium en 1,2% andere elementen.
De aardkorst en aardmantel bestaan grotendeels uit gesteente, terwijl de aardkern uit metalen bestaat. Door massasegregatie tijdens planetaire differentiatie zijn deze metalen in de aardkern geconcentreerd. Het gaat met name om ijzer (88,8%) en nikkel (5,8%). De kern bevat daarnaast zwavel (4,5%) en minder dan 1% andere elementen.
Meer dan 47% van de aardkorst bestaat uit zuurstof, zodat de meeste elementen in de vorm van oxiden voorkomen, uitgezonderd chloor, zwavel en fluor (elementen die in gesteente meestal minder dan 1% van de massa vormen). De samenstelling van de aardkorst wordt daarom normaal gesproken in oxiden uitgedrukt. Ongeveer 99,22% van de gesteenten die de aardkorst vormen, zijn opgebouwd uit elf oxiden. Andere chemische verbindingen komen slechts in heel kleine hoeveelheden voor.
Een belangrijke oxide is silica (SiO2), dat als een zuur functioneert en silicaten vormt. De meeste gesteentevormende mineralen zijn silicaten. Silicaten vormen dan ook het grootste bestanddeel van de aardkorst en aardmantel. Continentale korst is relatief rijk in silica, maar arm in magnesium en ijzer. Een hoog silicagehalte wordt felsisch genoemd. Oceanische korst bevat meer magnesium-ijzer-silicaten, hetgeen de hogere dichtheid verklaart. Deze compositie wordt mafisch genoemd. In de mantel vormen magnesium-ijzer silicaten ook een belangrijk bestanddeel, maar wegens het lagere aandeel van silica ("ultramafisch") komen in de mantel ook veel andere oxiden voor.
In welk deel van de Aarde een element veel voorkomt heeft niet alleen met massa te maken. Incompatibele elementen zijn zware elementen die desondanks vooral voorkomen in de (relatief lichte) continentale korst. De meeste radio-actieve elementen zijn incompatibel. Energie van natuurlijk radio-verval komt daardoor vooral vrij in continenten.

### Magnetisch veld

De vorm van de magnetosfeer in de ruimte wordt bepaald door het aardmagnetisch veld en de zonnewind

Het aardmagnetisch veld heeft bij benadering de vorm van een dipoolveld, waarvan de polen op dit moment in de buurt van de geografische polen liggen. Volgens de dynamotheorie wordt het veld opgewekt door convectiestroming in de uit vloeibare metalen bestaande buitenkern van de Aarde. Door de beweging van deze conductieve massa's worden elektrische stromen opgewekt, die op hun beurt het magnetische veld veroorzaken. Convectiestroming in de buitenkern is chaotisch van aard, en dit heeft in de loop van de geschiedenis van de Aarde voor diverse omkeringen van het aardmagnetisch veld gezorgd. De omkeringen vinden met onregelmatige tussenpozen plaats; de laatste omkering was ongeveer 700 000 jaar geleden.
Het veld buigt geladen deeltjes uit de zonnewind en kosmische straling af, waardoor deze voor het leven schadelijke deeltjes/straling het aardoppervlak niet kunnen bereiken. Het deel van de atmosfeer waar dit gebeurt, heet de magnetosfeer. De buitenkant van de magnetosfeer (de zogenaamde bow shock) bevindt zich aan de naar de Zon gerichte zijde van de Aarde, op een afstand van ongeveer dertienmaal de aardstraal. De botsing tussen het aardmagnetisch veld en de zonnewind vormt de Van Allen-gordels, een paar concentrische ringen om de Aarde waar geladen deeltjes voorkomen. Waar de magnetische polen liggen, kan dit plasma de lagere delen van de atmosfeer bereiken en voor het poollicht zorgen.

### Oppervlakte

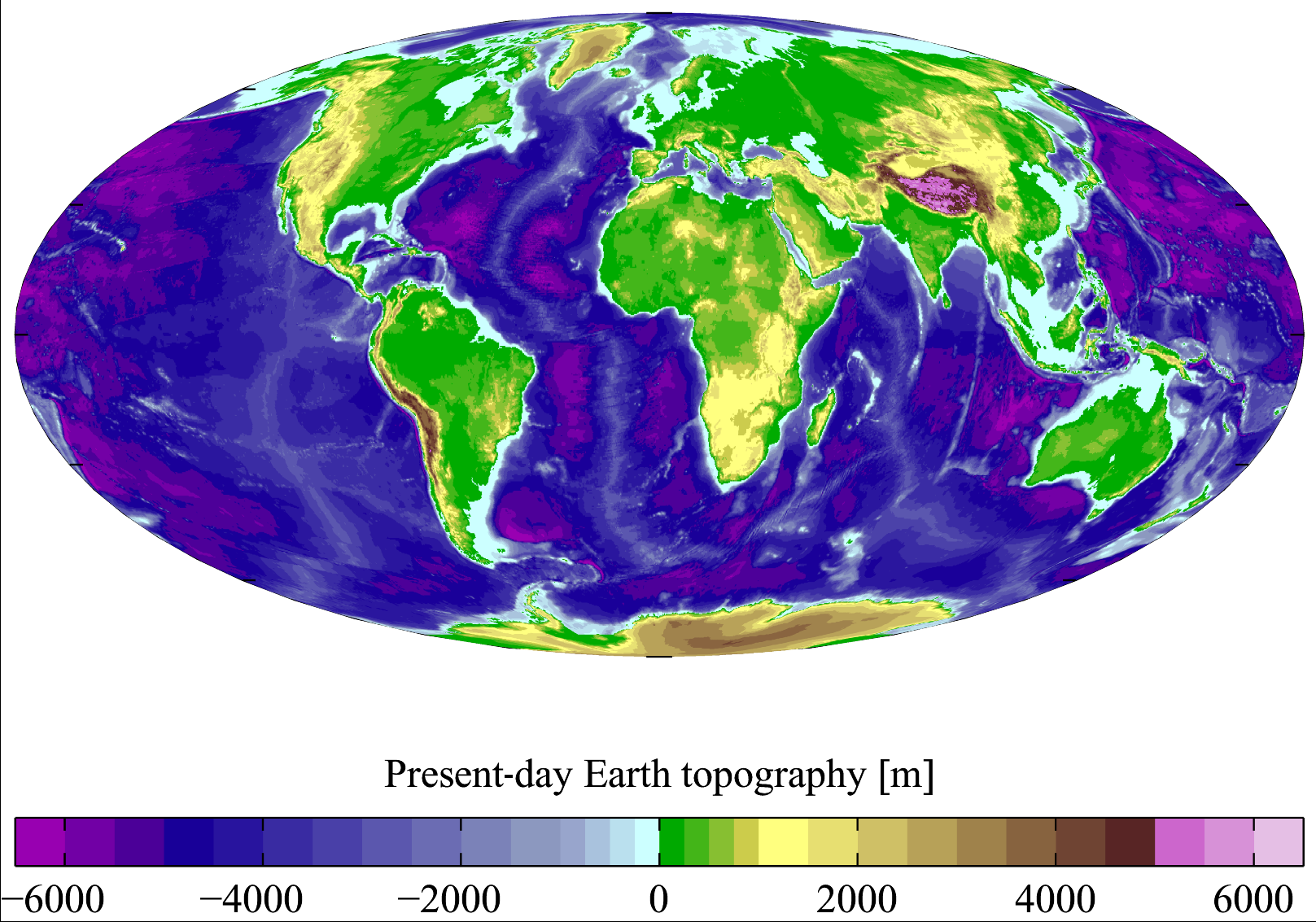
Kaart van de altimetrie (hoogte boven water) en batimetrie (hoogte onder water) op Aarde.

Van het aardoppervlak is ongeveer 70,8% bedekt met water. Dit zijn niet alleen de oceanen maar ook de onder water staande gedeelten van de continenten, die het continentaal plat genoemd worden, en binnenzeeën. De resterende 29,2% van het aardoppervlak is landmassa, waarvan het grootste deel op het noordelijk halfrond ligt. Het land is verdeeld over continenten of eilanden en bestaat uit gebergten, plateaus of vlaktes. Andere vormen van reliëf (landvormen), zoals dalen, kloven, kliffen, duinen, spoelvlaktes, rivierdelta's, kusten of kustvlaktes, worden veroorzaakt door de werking van erosie en sedimentatie. Ook de oceaanbodem vertoont reliëf, zoals een wereldomvattend stelsel van mid-oceanische ruggen, oceanische troggen, submariene canyons, oceanische plateaus en abyssale vlakten. Tektoniek en vulkanisme (meestal aangedreven door de platentektoniek) zorgen voor de creatie van nieuw reliëf, terwijl erosie en verwering dit weer afbreken. Verwering kan worden veroorzaakt door de werking van water (in de vorm van neerslag of grondwater), wind, of temperatuurschommelingen. Andere invloeden op het reliëf zijn de biosfeer (bijvoorbeeld door de opbouw van koraalriffen of het tegenhouden van erosie door plantenwortels), meteorietinslagen en de erosieve werking van gletsjers. Op dit moment in de Aardse geschiedenis is het hoogste punt op Aarde de Mount Everest (8850 m boven zeeniveau) en het laagste punt de Marianentrog (10 925 m onder zeeniveau). De gemiddelde hoogte van het land boven zeeniveau is 840 m; de gemiddelde diepte van de oceaanbodem onder zeeniveau is met 3794 m meer dan viermaal zo groot.
De buitenste laag van de vaste Aarde, waar bodemvormende processen heersen, wordt pedosfeer genoemd en bestaat uit bodems. Dit is de plek waar de lithosfeer, hydrosfeer, biosfeer en atmosfeer samenkomen en elkaar onderling beïnvloeden. Planten kunnen alleen groeien op plekken waar bodems gevormd zijn, en vormen op die plekken een bedekking van het oppervlak, die vegetatie genoemd wordt. Gebieden met natuurlijke vegetatie bestaan uit landschappen als bossen, moerassen, oerwouden, toendra's, steppes of savannes. In woestijnen is de natuurlijke vegetatie vrijwel afwezig. Ongeveer 13,31% van het aardoppervlak is geschikt als cultuurgrond, 4,71% wordt daadwerkelijk gebruikt voor permanente landbouw.

## Atmosfeer
De atmosfeer is de gasvormige laag die om de Aarde heen ligt. De luchtdruk is aan het aardoppervlak gemiddeld 101,325 kPa en de schaalhoogte ligt ongeveer op 8,5 km. De aardatmosfeer bestaat grotendeels uit stikstof (ruim 78%) en zuurstof (bijna 21%), aangevuld met sporen van waterdamp, koolstofdioxide en andere gassen. De atmosfeer eindigt niet plotseling op een bepaalde hoogte, maar neemt naar buiten toe exponentieel in concentratie af. Het onderste deel van de atmosfeer, waar ongeveer 75% van alle massa zich bevindt, wordt de troposfeer genoemd. De hoogte van de troposfeer verschilt met de geografische breedte en varieert van 7 km bij de polen tot 17 km bij de evenaar.
Vergeleken met andere planeten is de hoge concentratie zuurstof in de aardatmosfeer uniek. Normaal gesproken zou zuurstof door oxidatiereacties bij verwering in relatief korte tijd uit de atmosfeer verdwijnen, maar op Aarde zorgt fotosynthese door planten voor een continue productie van nieuw zuurstof uit kooldioxide. Dankzij de aanwezigheid van zuurstof heeft de Aarde bovendien een ozonlaag die het oppervlak beschermt tegen voor leven schadelijke ultraviolette straling.
De atmosfeer beschermt het aardoppervlak doordat kleinere meteoren die op Aarde inslaan, door de wrijving verbranden. Door de verplaatsing van waterdamp en door neerslag wordt water naar het land gebracht. De atmosfeer tempert ook de temperatuurverschillen tussen dag en nacht door warmte vast te houden. Gasmoleculen van zogenaamde broeikasgassen vangen warmte-energie op die door het aardoppervlak weerkaatst wordt. Dit effect wordt het broeikaseffect genoemd en verhoogt de temperatuur op Aarde. Zonder broeikaseffect zou het op het oppervlak gemiddeld −18°C zijn.

### Delen van de atmosfeer

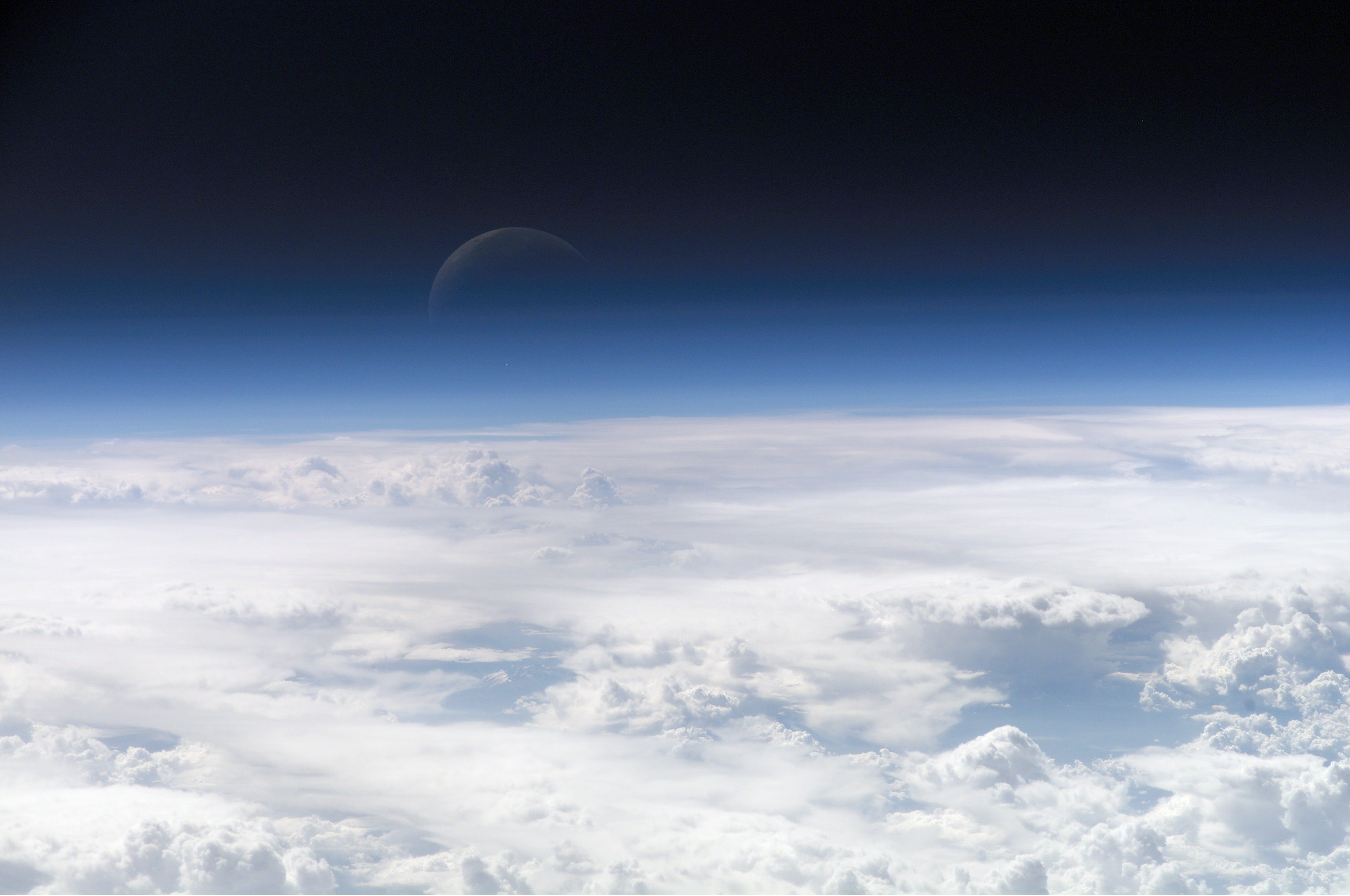
Wolken in de troposfeer gezien vanuit de ruimte. Door de dunner wordende atmosfeer heen is de Maan te zien.

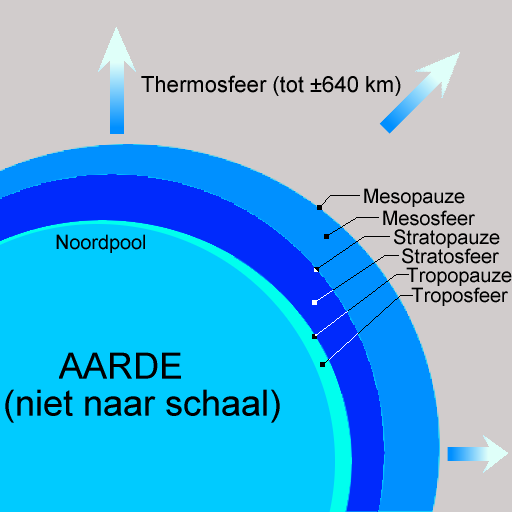
Indeling van de atmosfeer in lagen. De troposfeer is waar de meeste fenomenen van het weer voorkomen, zoals wolken, neerslag, en wind. Rond de 15 km hoogte ligt de tropopauze, waar de troposfeer overgaat in de stratosfeer. Bovenin deze laag bevindt zich de ozonlaag, die schadelijke UV-straling van de Zon tegenhoudt. Op ongeveer 50 km hoogte begint de mesosfeer, waarin de temperatuur met de hoogte afneemt tot −100 °C op ongeveer 80 km hoogte. Op die hoogte is de lucht zo ijl dat de deeltjes door straling van de Zon geïoniseerd worden: het is de ondergrens van de magnetosfeer. Erboven begint ook de thermosfeer, een laag waarin de temperatuur dankzij de ionisatie juist toeneemt. Rond de 500 tot 690 km hoogte ten slotte gaat de thermosfeer over in de exosfeer, de buitenste laag, die de overgang naar het vacuüm van de ruimte.

Boven de troposfeer wordt de atmosfeer meestal ingedeeld in de stratosfeer, de mesosfeer en de thermosfeer. Elk van deze lagen heeft een ander temperatuurverloop. Buiten de thermosfeer begint de exosfeer, die overgaat in de magnetosfeer, waar de zonnewind door het aardmagnetisch veld wordt opgevangen. De ozonlaag, die het aardoppervlak beschermt tegen ultraviolette straling, bevindt zich in de stratosfeer. Als definitie voor de grens tussen de atmosfeer en de ruimte wordt wel de denkbeeldige Kármánlijn genomen 100 km boven het aardoppervlak. Die ligt in het onderste deel van de thermosfeer.
Dankzij warmte-energie kunnen sommige moleculen in de buitenste delen van de atmosfeer een snelheid krijgen die groot genoeg is om aan de zwaartekracht van de Aarde te ontsnappen. Gevolg is dat deeltjes uit de atmosfeer langzaam de ruimte in verdwijnen. Lichte moleculen zoals waterstof of helium bereiken makkelijker de ontsnappingssnelheid.

### Weer en klimaat

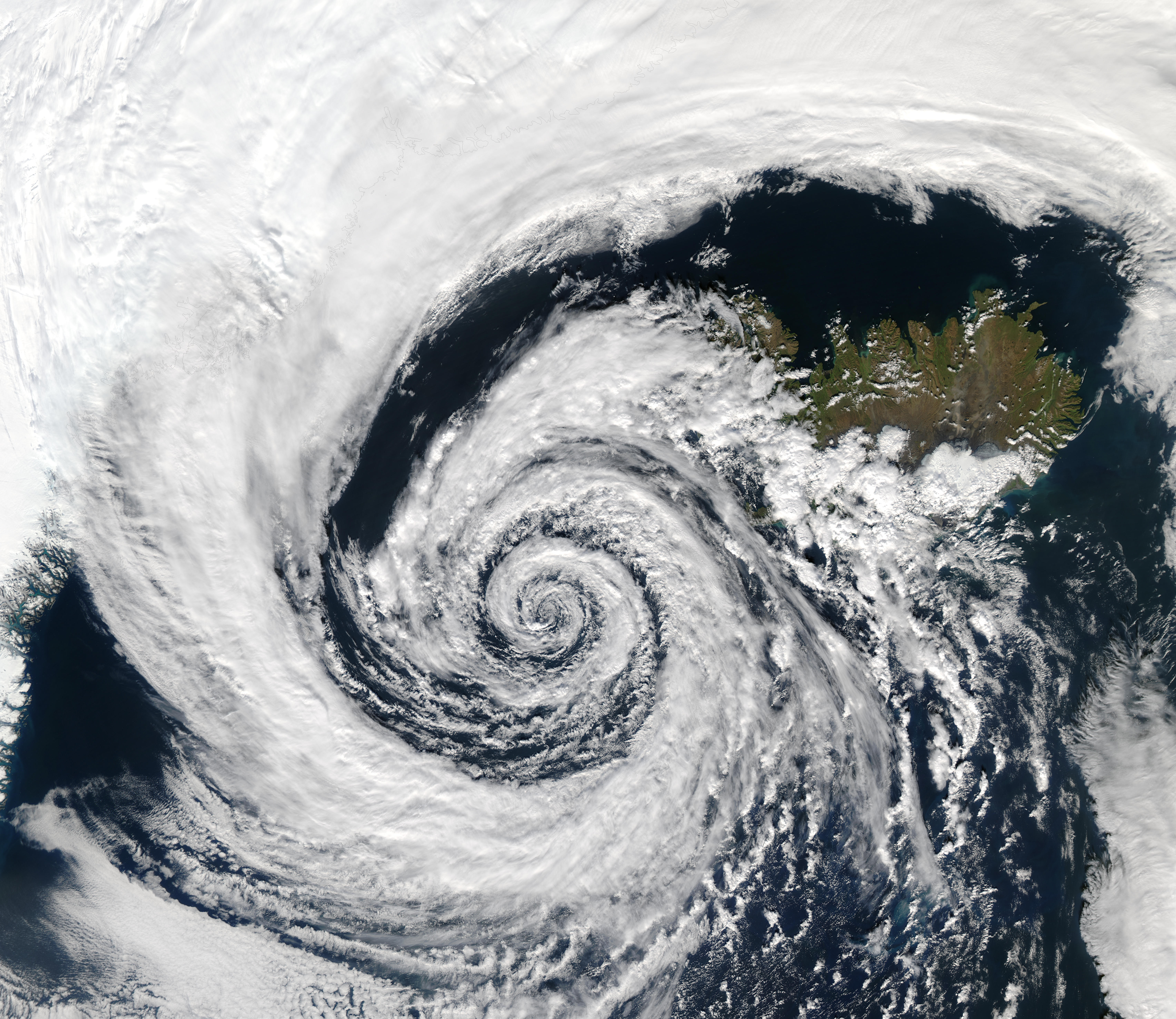
Een lagedrukgebied boven IJsland vanuit de ruimte. Lagedrukgebieden zijn gebieden waarin de luchtdruk op zeeniveau laag is ten opzichte van de omgeving; lucht zal naar deze plekken toestromen. Door het Corioliseffect krijgt de windrichting een afwijking waardoor een spiraalvormige structuur ontstaat.

De troposfeer wordt voortdurend opgewarmd door zonnestraling, vooral indirect via door het aardoppervlak uitgezonden aardse straling. Buiten de dagelijkse en jaarlijkse gang en klimaatveranderingen zijn de in- en uitgaande straling gemiddeld genomen min of meer met elkaar in evenwicht. Plaatselijk is dit echter niet het geval. Door het verschil in hoogte van de zon valt het zonlicht rond de polen op een groter gebied dan rond de evenaar. Daarom is de insolatie, de hoeveelheid licht die op een stukje aardoppervlak invalt, en daarmee de opwarming van het aardoppervlak rond de evenaar veel hoger. Op breedten lager dan 38° is de instraling groter dan de uitstraling, terwijl buiten dat gebied de uitstraling overheerst. In de tropen en subtropen wordt het echter niet warmer en in de gematigde gebieden en de poolstreken niet kouder. Dit komt doordat er een compenserend warmtetransport is door de algemene circulatie en de zeestromen. De algemene circulatie bestaat uit turbulentie, convectie, advectie en verdamping. De combinatie van dit warmtetransport met de stralingsbalans is de energiebalans.
In het klassieke model is er sprake van drie circulatiecellen: Hadleycellen, Ferrelcellen en polaire cellen. Deze cellen verschuiven met de seizoenen. Dit model is echter een te grote versimpeling gebleken.
De aanwezigheid van water in de atmosfeer en het verdampen, condenseren en sublimeren daarvan is van groot belang bij weer en klimaat. Door verdamping kan lucht waterdamp gaan bevatten. Als de lucht warm genoeg is om op te stijgen, daalt de luchtdruk, waardoor de lucht verzadigd raakt en water condenseert. De kleine waterdruppeltjes die zo ontstaan, vormen samen een wolk. Als er genoeg condensatie van water plaatsvindt, zullen de druppeltjes voldoende aangroeien om als neerslag terug te vallen naar het aardoppervlak. De hoeveelheid neerslag varieert per gebied op Aarde tussen de paar meter tot minder dan een millimeter per jaar. De gemiddelde neerslag in een gebied wordt bepaald door de dominante windrichting, het reliëf en temperatuurverschillen.
Ondanks lokale verschillen kan de Aarde naar breedtegraad worden onderverdeeld in zones met ongeveer hetzelfde klimaat. Vanaf de evenaar tot de polen zijn dit de warme, natte tropische klimaten, de warme en droge subtropische klimaten, de vochtige subtropische klimaten, de koelere, natte gematigde klimaten, de drogere, koelere landklimaten en de koude, droge poolklimaten. Ook de hoogte is bepalend voor het klimaat. Doordat de atmosfeer dunner wordt op grotere hoogte is het daar kouder. Een verdere indeling van klimaten is de klimaatclassificatie van Köppen, waarin de klimaten naar temperatuur en neerslag worden gerangschikt.

## Water

Verdeling van water op Aarde. Het meeste water is zoutwater in zeeën en oceanen. Van het zoetwater is slechts een zeer klein deel oppervlaktewater in de vorm van meren, draslanden en rivieren.

Wereldkaart van de driftstromen in de oceanen. Stromen die relatief warm zijn ten opzichte van het lokale klimaat zijn rood; zij die relatief koud zijn blauw.

Het voorkomen van grote hoeveelheden vloeibaar water aan het aardoppervlak onderscheidt de Aarde van andere planeten. Vanwege dit feit wordt de Aarde wel de "blauwe planeet" genoemd. Tot nog toe zijn geen andere hemellichamen bekend waar water aan het oppervlak in grote hoeveelheden voorkomt. Vloeibaar water was in het verleden aanwezig op de Maan en op Mars en komt wellicht nog steeds af en toe voor op die planeet. Sommige grotere manen van de planeten Jupiter en Saturnus hebben water in hun binnenste, maar niet in grote hoeveelheden aan het oppervlak. Op de exoplaneet HD 189733b, een gasreus, is watergas ontdekt.
Het water op Aarde wordt de hydrosfeer genoemd. Zonder hydrosfeer zou op Aarde geen leven mogelijk zijn. Daarnaast speelt water een belangrijke rol in veel scheikundige reacties, de verspreiding van erin opgeloste stoffen en de erosie en transport van sediment.
Het meeste water bevindt zich in de oceanen (maar liefst 97,22%); dit is zoutwater. De oceanen bevatten 1,386×109 km³ water, met een massa van 1,35×1018 ton, ongeveer 1/4400 van de totale massa van de Aarde. Als de Aarde geen reliëf had, dan zou dit water het gehele oppervlak bedekken met een 2,7 km diepe laag. Het overige water, minder dan 3%, is zoetwater. Van al het zoetwater op Aarde ligt 68,7% opgeslagen in de vorm van ijs en gletsjers, en 31,0% bevindt zich in de ondergrond als grondwater of permafrost. Slechts 0,3% van al het zoetwater is oppervlaktewater, verdeeld over binnenzeeën, meren en rivieren.

### Oceanen
Ongeveer 3,5% van de totale massa van de oceanen bestaat uit opgelost zout, voornamelijk afkomstig uit submariene vulkaanuitbarstingen en de verwering van gesteenten. Zeewater is een belangrijk reservoir voor (opgeloste) gassen, met name dizuurstof, distikstof en koolstofdioxide. Deze gassen zijn essentieel voor het mariene leven, respectievelijk voor de celademhaling, de stikstoffixatie door mariene bacteriën, en de fotosynthese.
De oceanen staan constant in contact met de atmosfeer en bufferen deze op verschillende manieren. De oceanen hebben bijvoorbeeld een groot deel van de extra CO2 en methaan opgenomen, die door menselijk toedoen in de atmosfeer terecht is gekomen. Ook werken de oceanen als buffer tegen te grote warmteverschillen in de atmosfeer: in warme klimaten koelen oceanen de atmosfeer af en in koude klimaten warmen ze de atmosfeer op. Zo spelen oceanen een belangrijke matigende rol in de verdeling van warmte over de Aarde. Gemiddeld genomen verspreiden zeestromen warmte van de tropen richting de polen.
Het patroon van stroming is complex. Ten eerste zijn er driftstromen, stromen aan de oppervlakte die worden aangedreven door de dominante windrichting: tussen de evenaar en de keerkringen is dat een oostenwind en op gematigde breedte (30°-65°) een westenwind. Het water neemt echter niet zomaar de windrichting over: een combinatie van wrijving van de verplaatste lucht aan het wateroppervlak en het corioliseffect maakt dat de stroomrichting wordt afgebogen. Cyclische beweging op grote schaal is het resultaat: met de klok mee op het noordelijk halfrond en tegen de klok in op het zuidelijk halfrond. Tijdens de zomer kan de windrichting omkeren (passaten) en, als gevolg, kan de driftstroming seizoensgebonden afnemen of stil liggen.
De sterkste driftstroming is de Circum-Antarctische stroom rond het continent Antarctica. Deze sterke stroming van koud zeewater isoleert Antarctica thermisch, zodat het continent een zeer koud klimaat heeft en de grootste ijskap ter wereld.

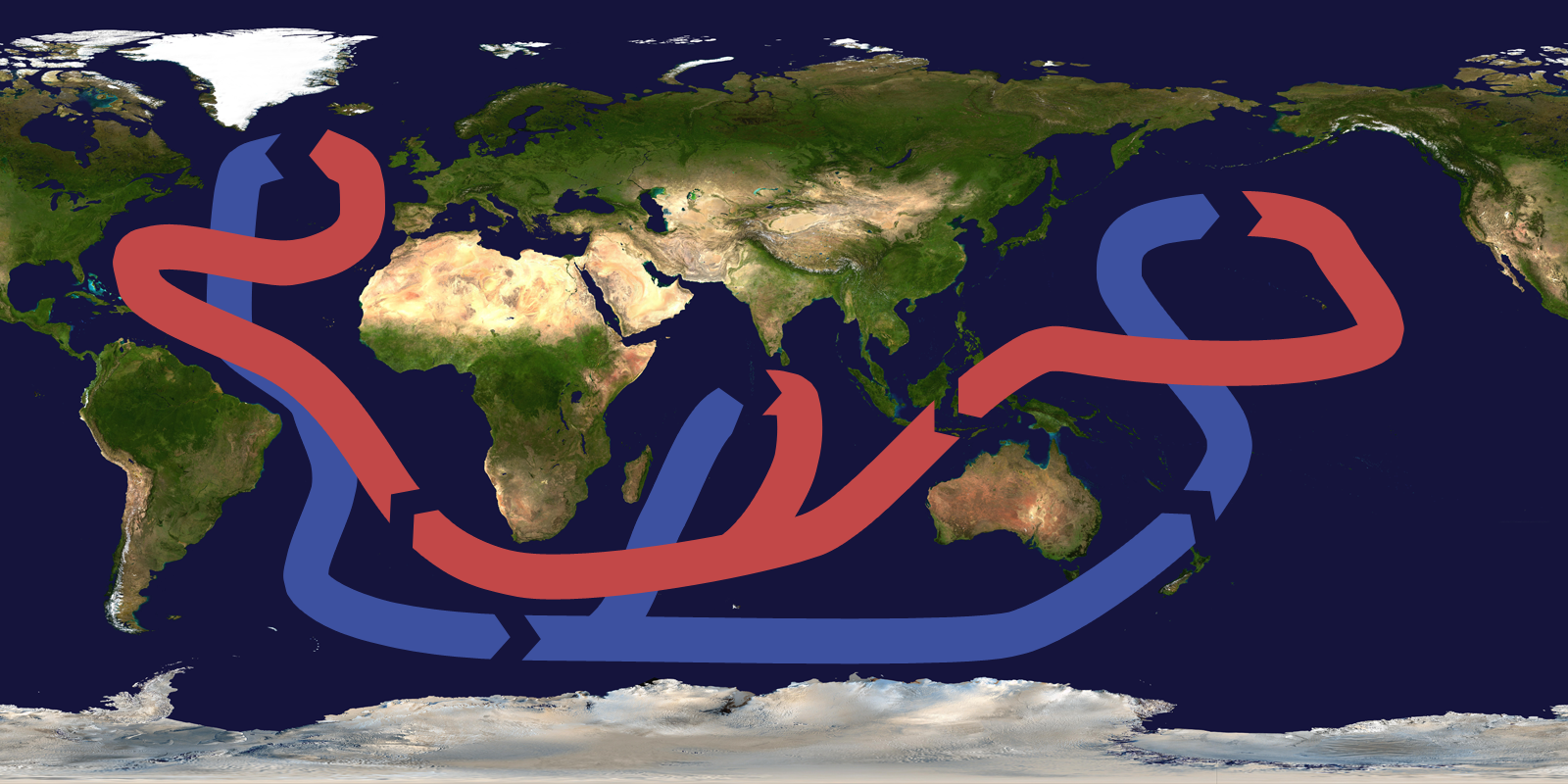
Het wereldwijde patroon van thermohaliene circulatie in de oceanen

Dieper in de oceanen komen geen driftstromen voor maar is de thermohaliene circulatie dominant. Deze wordt aangedreven door verdamping van water dat, in de Caraïben en langs de oostkust van Noord-Amerika, noordwaarts stroomt. Aangekomen in het noorden van de Atlantische Oceaan, is dit water relatief zo zwaar geworden dat het zinkt en op diepte voor de Europese kust langs, terug naar het zuiden stroomt tot Antarctica. Dan stroomt het via de Zuidelijke Oceaan rond Australië de Grote Oceaan in, waar het noordwaarts keert langs de oostkust van Azië, om voor de kust van Alaska op te wellen. Vervolgens stroomt het, aan het oceaanoppervlak, langs de kust van Noord-Amerika zuidwaarts tot de evenaar, en dan terug door de Indische Oceaan naar de Atlantische. Zodoende circuleert het oceaanwater de hele wereld rond.
Dergelijke dieptestromingen in de oceanen hebben een grote invloed op het zeeleven in de verschillende mariene ecosystemen. Opwelling van oceaanwater brengt voedingsstoffen vanaf de oceaanbodem omhoog. Een tijdelijke verandering in een stroming kan grote invloed hebben op het lokale klimaat en de visstand, zoals tijdens het fenomeen El Niño. Tijdens El Niño keert de stroming voor de kust van Zuid-Amerika zich om zodat er niet langer koel, voedselrijk dieptewater kan opwellen. Als gevolg is het weer tijdelijk natter dan normaal en sterven vispopulaties af door voedselgebrek. Er zijn in het geologische verleden ook periodes geweest zonder thermohaliene circulatie. Dit had telkens wereldwijde klimaatsveranderingen ten gevolg.

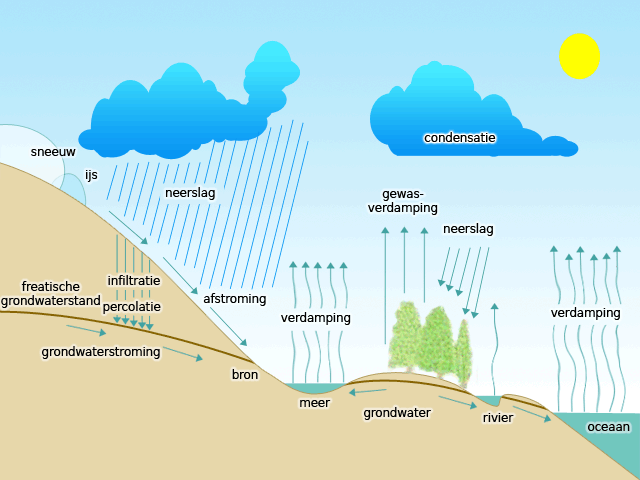
Schematische weergave van de waterkringloop

### De waterkringloop
Waterdamp in de atmosfeer maakt maar 0,03%-0,05% uit van de totale hoeveelheid zoet water ter wereld. Door verdamping van zowel zout- als zoetwater neemt de atmosfeer water op: de hoeveelheid water die lucht kan opnemen is groter bij hogere temperatuur. De temperatuur waarbij lucht verzadigd is wordt het dauwpunt genoemd. Als de lucht verzadigd is met waterdamp treedt condensatie op, en vormen zich wolken. De relatieve luchtvochtigheid is de hoeveelheid waterdamp die de lucht bevat ten opzichte van de maximale hoeveelheid. Zelfs in de droogste gebieden op Aarde bevat de lucht nog waterdamp, maar er zijn merkbare verschillen.
Na wolkvorming kan uit de lucht neerslag vallen op het aardoppervlak, in de vorm van regen, hagel, of sneeuw. Op het land wordt een deel van de neerslag opgevangen door de vegetatie. Een ander deel vormt oppervlaktewater, dat op het oppervlak blijft staan of afvloeit naar een rivier, meer of zee. Een deel van het oppervlaktewater infiltreert in de bodem, waar het verder percoleert naar het grondwater. Een ander deel van het oppervlaktewater verdampt en komt weer in de atmosfeer terecht (evaporatie). De verdamping van water vanuit de vegetatie wordt transpiratie genoemd. Twee laatstgenoemde processen vormen samen de evapotranspiratie.
Sneeuw en hagel blijven in een pool- of bergklimaat liggen, en hun accumulatie (ophoping) leidt - onder invloed van hun eigen gewicht (druk) - tot de vorming van gletsjers. Gletsjers voeden rivieren gedurende het hele jaar met hun smeltwater. Via rivieren stroomt oppervlaktewater naar de oceanen terug. Zodoende is sprake van een cyclus, die de waterkringloop wordt genoemd.
Een belangrijk onderdeel van de waterkringloop zijn zogenaamde atmosferische rivieren, tijdelijke stromen van vochtige lucht in de atmosfeer. Deze kunnen, met name boven de Atlantische en de Grote Oceaan, duizenden kilometers lang zijn. Het brongebied van een atmosferische rivier is het warme oceaanwater rond de evenaar, waar de evaporatie hoog is. Dankzij de dominante windrichting wordt deze warme vochtige lucht naar middelbare breedtegraden gebracht waar het water als neerslag weer uit de atmosfeer onttrokken wordt. Langs de westkusten van Europa en Noord-Amerika kunnen atmosferische rivieren dagenlange stormen en wateroverlast veroorzaken.

### IJs
Water opgeslagen in de vorm van ijs wordt wel de cryosfeer genoemd. Het meeste ijs bevindt zich in de poolkappen, vooral op Antarctica en Groenland, maar er is ook water opgeslagen als zee-ijs, en in gletsjers in het hooggebergte. Het seizoensgebonden smelten en aangroeien van de ijskappen zorgt voor de toevoer van zoet water naar de oceanen, wat de oceanische circulatie aandrijft.

### Grondwater
Grondwater is al het water dat zich in de ondergrond of in de bodem bevindt. Water komt in grote hoeveelheden voor tot ongeveer 2 km diepte in de aardkorst; op grotere diepte vormt het verbindingen met mineralen, of vormt het een superkritisch mengsel van water en koolstofdioxide.
Lang niet alle neerslag die op het aardoppervlak valt bereikt het grondwater. Van het water dat in de bodem infiltreert keert ongeveer 85% terug naar de atmosfeer door verdamping. Door capillaire werking kan grondwater onder droge omstandigheden omhoog bewegen, het onverzadigde deel van de bodem in. Het eigenlijke grondwater begint op de diepte in de ondergrond waar alle poriën gevuld zijn met water; deze diepte wordt de grondwaterspiegel genoemd en is het resultaat van de plaatselijke stijghoogte van het water. De diepte van de grondwaterspiegel verschilt sterk, en hangt af van de neerslag en wateraanvoer in de ondergrond, het type bodem, de plaatselijke bodemhoogte en het bovengrondse reliëf.
Grondwater is ook horizontaal in beweging: er is sprake van grondwaterstroming in de richting van het oppervlaktewater of de zee. Grondwater kan zeer lang in de bodem blijven: bij grotere grondwaterreservoirs zelfs tienduizenden jaren. Deze reservoirs kunnen duizenden vierkante kilometers in omvang zijn. Hoe snel grondwater door de ondergrond stroomt hangt mede af van de doorlatendheid van het gesteente. Grondlagen die veel water bevatten en het goed doorlaten worden aquifers genoemd. Op grote diepte kan grondwater in een aquifer onder een slecht doorlatende laag "klem" zitten - dit type aquifer wordt gesloten genoemd. Bij aanboring zal het water, dat onder overdruk staat, uit de grond spuiten.
Water in de ondergrond of bodem is voornamelijk afkomstig van neerslag (meteorisch) of het indringen van zoutwater uit de zeeën in de ondergrond. Zout en zoet grondwater mengt niet zomaar. In plaats daarvan bevindt zich in de ondergrond onder een kust een scheiding tussen zout en zoet water. Omdat zout water een grotere dichtheid heeft duwt het onder de kust op diepte het zoetwater landwaarts. Bij onttrekking van zoetwater achter de kust kan zoutwater het zoetwater verdringen zodat er in het gebied achter de kust verzilting optreedt.

## Leven, bevolking en inrichting

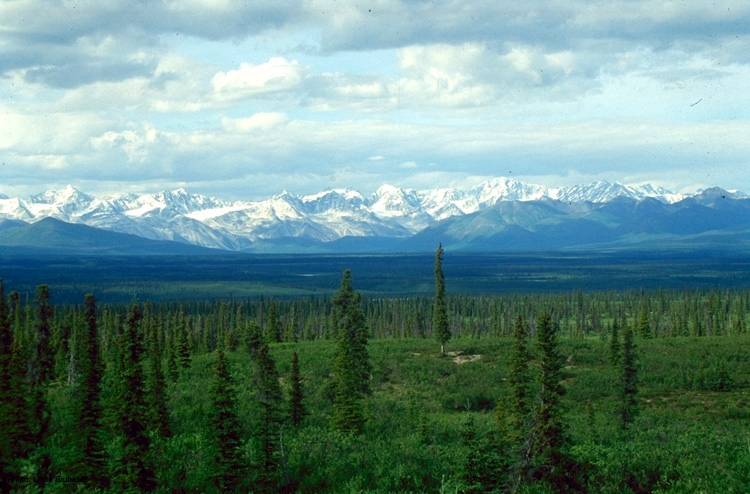
Taiga van witte sparren in het Alaskagebergte, Alaska

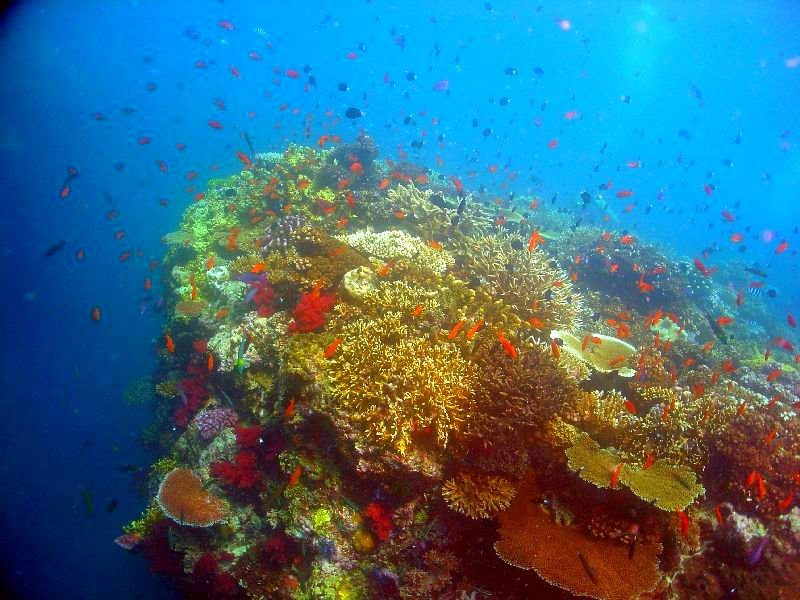
Koraalrif bij Fiji

De Aarde voldoet aan alle vereisten waaraan een planeet moet voldoen om haar bewoonbaar te maken voor complex meercellig leven. Deze vereisten zijn volgens het huidige begrip het aanwezig zijn van grote hoeveelheden vloeibaar water, het (stabiel) aanwezig zijn van complexe organische moleculen en genoeg energie om metabolisme in organismen mogelijk te maken. Een groot aantal factoren zorgt ervoor dat de omstandigheden op Aarde gunstig zijn voor het ontstaan en in stand houden van een complexe biosfeer. Voorbeelden zijn de excentriciteit van de aardbaan, de scheve stand van de aardas, de rotatiesnelheid, de juiste afstand tot de Zon, de grote natuurlijke satelliet (de Maan), de bijzondere samenstelling van de atmosfeer, het magnetisch veld en de vulkanische activiteit op Aarde.

### Biosfeer
Al het leven samen op een planeet wordt wel een biosfeer genoemd. De Aarde is de enige planeet waarvan bekend is dat ze een biosfeer heeft. Sommige geleerden menen dat planeten met een complexe biosfeer, met intelligent leven, vanwege de vergelijking van Drake wijdverbreid zijn door het heelal, terwijl anderen aannemen dat planeten met een complexe biosfeer juist zeldzaam zijn. De aardse biosfeer ontstond rond 3,5 miljard jaar geleden en heeft zich sindsdien steeds verder ontwikkeld. Ze kan worden onderverdeeld in biomen, gebieden op Aarde die hetzelfde ecosysteem (een samenleving van soorten planten, dieren en andere organismen) hebben.
Terrestrische biomen (biomen op het land) volgen vaak de klimaatzones op Aarde, die door de breedtegraad en de hoogte bepaald worden. Voorbeelden van terrestrische biomen zijn toendra, taiga, loofbos, naaldbos, gemengd bos, mediterraan bos, savanne, woestijn of mangroves. In de polaire biomen, de toendra's en de woestijnen komt relatief weinig leven voor, terwijl de grootste biodiversiteit per oppervlakte-eenheid gevonden wordt rond de evenaar. Terrestrische biomen zijn voor voedingsstoffen afhankelijk van de bodem en van watertoevoer. Mariene of aquatische biomen zijn bijvoorbeeld koraalriffen, kelpwouden, het continentaal plat, de benthische en pelagische zones van de oceaan, black smokers op de oceaanbodem en waddenzeeën. Mariene biomen zijn afhankelijk van de aanvoer van opgeloste voedingsstoffen vanaf het land.
Biomen kunnen op een aantal manieren worden ingedeeld. Als alle onderverdelingen meegeteld worden kunnen er tientallen verschillende biomen onderscheiden worden met elk hun eigen ecosysteem.

### Menselijke bevolking

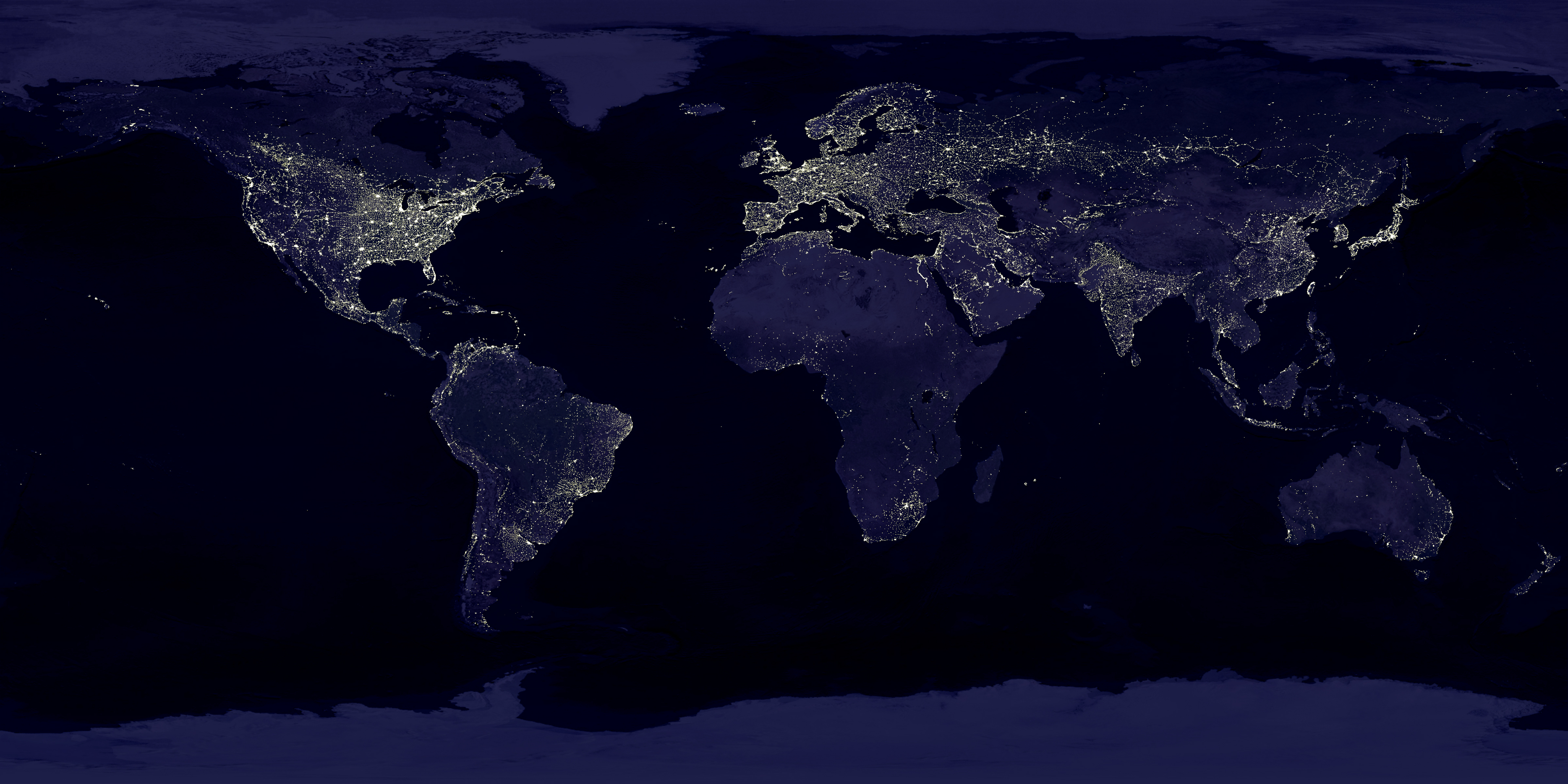
Montagefoto van het nachtelijk aardoppervlak. Gebieden met een hoog energieverbruik zijn licht. Dit zijn echter niet de meest bevolkte gebieden, aangezien alleen in India en China samen al bijna 3 miljard mensen wonen en deze plekken relatief donker zijn.

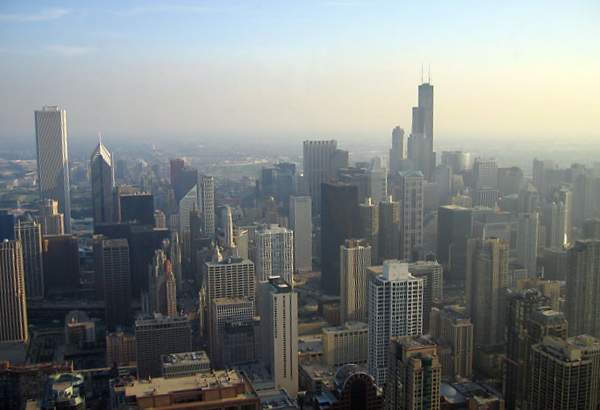
De skyline van Chicago, voorbeeld van een stedelijke omgeving

In 2022 leven er verspreid over vrijwel de hele Aarde ongeveer 8 miljard mensen. Verwacht wordt dat dit aantal in 2050 tot 9,2 miljard zal zijn gestegen. Het grootste gedeelte van de groei zal plaatsvinden in ontwikkelingslanden. De menselijke bevolkingsdichtheid verschilt sterk, maar meer dan de helft van de wereldbevolking woont in Azië. De noordelijkste permanent bewoonde nederzetting is de plaats Alert op het Canadese eiland Ellesmere, de meest zuidelijke is het zuidpoolstation Amundsen-Scott vlak bij de zuidpool op Antarctica.
Op enkele uitzonderingen na, waaronder het vasteland van Antarctica, is het gehele landoppervlak tegenwoordig verdeeld in staten. In 2008 waren er 193 internationaal erkende onafhankelijke staten. Er zijn daarnaast 59 afhankelijke gebieden en een aantal autonome gebieden en betwiste gebieden. Er is in de wereldgeschiedenis nog nooit een wereldregering geweest, hoewel een aantal naties naar werelddominantie hebben gestreefd. De Verenigde Naties zijn een internationale organisatie die tot doel heeft de samenwerking op het gebied van internationaal recht, veiligheid, mensenrechten, economische ontwikkeling en cultuur te bevorderen en gewapende conflicten te voorkomen. In 2008 hadden zich 192 staten bij de organisatie aangesloten.
In totaal zijn ongeveer 500 mensen buiten de aardatmosfeer geweest, waarvan er twaalf op de Maan gelopen hebben. Normaal gesproken zijn de enige mensen in de ruimte de bemanningsleden van het International Space Station.
Geschat wordt dat sinds het ontstaan van de mens er zo'n 107,5 miljard mensen op de Aarde zijn geboren.

### Natuurlijke hulpbronnen
De Aarde bevat grondstoffen die de mens ontgint voor consumptie. Sommige grondstoffen zijn niet-vernieuwbaar, waaronder bijvoorbeeld fossiele brandstoffen. Uit de aardkorst zijn grote voorraden fossiele brandstoffen, zoals steenkool, olie, gas en methaanhydraten gewonnen. Deze hulpbronnen worden gebruikt voor de opwekking van energie en bij chemische productieprocessen. Ertsen vormen zich door een geologisch proces dat door magmatische activiteit in de aardkorst of door erosie wordt aangedreven.
De biosfeer levert de mens dankzij domesticatie van dieren (veeteelt) en planten (landbouw) onder andere voedsel, hout, leer en wol. In 1993 was ongeveer 13% van het landoppervlak in gebruik als cultuurgrond en nog eens 26% als weiland voor vee. Slechts 1,5% was in gebruik als stedelijke bebouwing.

### Rampen en gevaren
Grote delen van de Aarde hebben regelmatig te maken met natuurrampen zoals cyclonen, tornado's, orkanen en overstromingen. Andere gebieden hebben te maken met aardbevingen, aardverschuivingen, vulkaanuitbarstingen, tsunami's en droogte.
Sommige gebieden worden bedreigd door gevaren met een menselijke oorzaak. Bevolkingsgroei en economische groei gaan soms gepaard met vervuiling van water en lucht. Industrie en intensieve landbouw en veeteelt kunnen zorgen voor vervuiling in de vorm van bodem-, lucht- of waterverontreiniging, zure regen, overbegrazing, erosie, ontbossing en verwoestijning. De mens neemt, gedreven door onder andere de bevolkingsgroei, steeds meer land in gebruik, wat gepaard gaat met het verlies van habitat en mogelijk als gevolg daarvan het uitsterven van in het wild levende soorten.
Er bestaat wetenschappelijke consensus dat de mens (mede)verantwoordelijk is voor het warmer worden van het wereldwijde klimaat. Dit komt door de grootschalige verbranding van fossiele brandstoffen, waarbij kooldioxide vrijkomt in de atmosfeer, wat het broeikaseffect versterkt. Een warmer klimaat zal waarschijnlijk gepaard gaan met het smelten van gletsjers en ijskappen, extremere temperatuurschommelingen en het stijgen van het eustatisch zeeniveau.
Tegelijkertijd is er een milieubeweging op gang gekomen die tot doel heeft de menselijke consumptie van natuurlijke hulpbronnen te verminderen en vervuiling tegen te gaan. De milieubeweging probeert door de bewustmaking van het publiek de politiek te beïnvloeden met als doel duurzamer beleid en bescherming van de natuur. Doordat de veranderingen die de milieubeweging voor ogen staan, vaak in conflict zijn met commerciële belangen, zijn deze veranderingen echter dikwijls kostbaar.

## Ontstaan en ontwikkeling

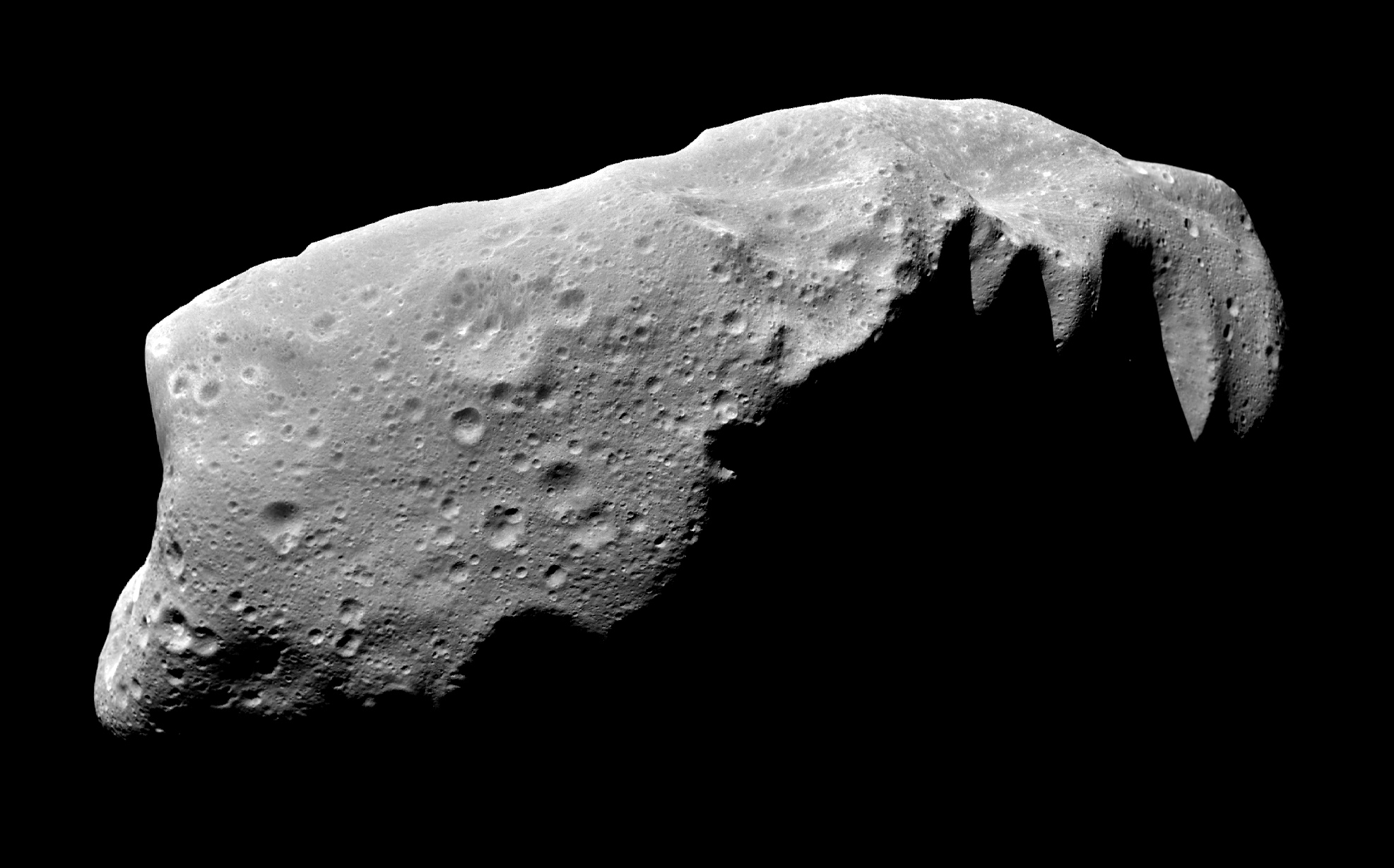
De planetoïde Ida. De meeste planetoïden worden verondersteld planetesimalen te zijn die nooit tot echte planeten zijn geaccretiseerd. In het begin van haar bestaan moet de Aarde bloot hebben gestaan aan vele inslagen van soortgelijke objecten.

### Vorming
De meest aanvaarde hypothese over het ontstaan van het zonnestelsel is op dit moment de Zonnenevel-hypothese. Volgens deze hypothese vormde het Zonnestelsel zich uit een samentrekkende interstellaire moleculaire wolk, de Zonnenevel. Tijdens de samentrekking platte de wolk af tot een protoplanetaire schijf. In deze schijf ontstonden de Zon en de planeten door accretie van materie. Het grootste deel van de materie kwam terecht in het centrum en vormde de Zon. Ander gas en stof vormde planetesimalen, die later uitgroeiden tot protoplaneten en planeten, waaronder de Aarde. Kleine objecten als meteorieten worden beschouwd als materie die niet in dit proces is geaccretiseerd. Door meteorieten te dateren heeft men de ouderdom van het Zonnestelsel en daarmee de Aarde bepaald: ongeveer 4,56 miljard jaar.

### Geschiedenis
Zware elementen zoals ijzer en nikkel zonken al tijdens de accretie van de Aarde naar het middelpunt, waardoor een scheiding ontstond tussen kern en mantel. Een andere belangrijke gebeurtenis in de beginfase was het ontstaan van de Maan (die iets jonger blijkt te zijn dan de Aarde). De meest waarschijnlijke verklaring is een grote inslag, waarbij een kleinere planetesimaal genaamd Theia (iets kleiner dan de planeet Mars) op de Aarde insloeg. Het bij deze inslag weggeslingerde materiaal kwam in een baan om de Aarde terecht om daar te accretiseren tot de Maan. Door de enorme hoeveelheid energie die bij de inslag vrijkwam, raakte de aardmantel compleet gesmolten. In de loop der tijd stolde hij en kon zich door differentiatie van materiaal binnenin de Aarde de eerste korst vormen. Uit berekeningen blijkt dat als de Aarde voor de inslag een atmosfeer had, deze tijdens de inslag in zijn geheel verdween. De atmosfeer en de oceanen moeten daarom ontstaan zijn uit later materiaal van inslaande kometen en meteorieten en uit gassen en vloeistoffen die bij vulkanisme vrijkwamen. Deze eerste atmosfeer bevatte meer koolstofdioxide dan tegenwoordig en zuurstof was schaars.
Het eerste leven moet ontstaan zijn uit zelfreproducerende moleculen in de oceanen, volgens sommige interpretaties al rond 3,8 miljard jaar geleden. Uit simpele organische stoffen ontstonden materialen als aminozuren en nucleotiden, die later uitgroeiden tot eiwitten en RNA, de bouwstoffen voor het leven. Rond 3,4 miljard jaar geleden moet de laatste gemeenschappelijke voorouder van al het leven hebben geleefd.

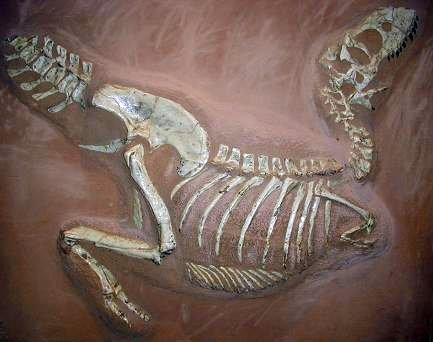
Fossiel van een Tarbosaurus. De bestudering en relatieve datering van fossielen heeft geleid tot inzicht omtrent het verloop van de evolutie in de loop van de aardse geschiedenis.

Men vermoedt dat een vorm van platentektoniek al in het begin moet hebben plaatsgevonden, hoewel het proces in het begin waarschijnlijk sneller verliep, waardoor de continenten kleiner bleven. Geleidelijk ontwikkelde het proces zich tot de huidige vorm. In de loop van de Aardse geschiedenis komen perioden voor waarin vrijwel alle continenten bij elkaar liggen; dan spreekt men van een zogenaamd supercontinent. De laatste keer dat dit gebeurde was rond 300 miljoen jaar geleden; men noemt dit supercontinent Pangea.
Over de eerste paar miljard jaar van de Aardse geschiedenis is relatief weinig bekend, doordat fossielen van organismen die uitsluitend uit zacht weefsel bestaan, slecht bewaard blijven. Wat duidelijk is, is dat het leven steeds diverser werd en dat rond 2,3 miljard jaar geleden de eerste autotrofe organismen verschenen, organismen die door fotosynthese zuurstof produceren. De toevoeging van zuurstof aan de atmosfeer had tot gevolg dat er een ozonlaag ontstond en het leven voortaan beter beschermd werd tegen schadelijke straling. Daardoor konden grotere organismen dan bacteriën ontstaan die niettemin nog steeds tot de micro-organismen gerekend worden, zoals eukaryotische cellen en meercellige organismen.
Volgens een vrij algemeen aanvaarde theorie bevond de Aarde zich ongeveer 700 miljoen jaar geleden in een grote ijstijd, waarbij de planeet van de polen tot de evenaar bevroren was, een theorie die bekendstaat als die van de sneeuwbalaarde. Toen het klimaat warmer werd, begon het leven zich zeer snel te ontwikkelen. Tijdens de Cambrische explosie rond 535 miljoen jaar geleden versnelde de ontwikkeling van het leven zich, waardoor in relatief korte tijd veel nieuwe groepen organismen (zoals planten en dieren) verschenen.
Sindsdien heeft de evolutie steeds nieuwe en ingewikkeldere soorten leven voortgebracht, een ontwikkeling die soms onderbroken werd door korte periodes van massaal uitsterven, die massa-extincties worden genoemd. Rond 500 miljoen jaar geleden verschenen de eerste planten en insecten op het land (bacteriën en schimmels moeten het land al veel eerder gekoloniseerd hebben) en rond 380 miljoen jaar geleden ontwikkelden in ondiep water levende vissen poten, waarmee ze uit het water konden kruipen. Hieruit kwamen de amfibieën voort, die longen hadden in plaats van kieuwen. Uit de amfibieën ontstonden reptielen en later zoogdieren. De dinosauriërs (reptielen) domineerden gedurende een paar honderd miljoen jaar de Aarde maar stierven tijdens de laatste grote massa-extinctie van ongeveer 65 miljoen jaar geleden samen met vele andere levensvormen uit, waarschijnlijk als gevolg van de zogeheten Yucatan-inslag die tevens de Krijt-Paleogeengrens markeert.
Vanaf dat moment hebben de zoogdieren zich sterk ontwikkeld. Rond 2 miljoen jaar geleden verscheen de mens. Aangenomen wordt dat mensen uit eerder levende primaten zijn geëvolueerd.
De huidige ijstijd begon rond 40 miljoen jaar geleden en versterkte zich rond 2,5 miljoen jaar geleden. De poolkappen zijn sindsdien in cycli van 40 000 of 100 000 jaar aangegroeid en weer afgesmolten. De laatste koudere periode (glaciaal) eindigde ongeveer 10 000 jaar geleden. Door de ontwikkeling van de spraak, de ontdekking van de landbouw en het temmen van dieren kon de mens zich snel over de wereld verspreiden en na het ontstaan van beschavingen binnen korte tijd een grote invloed op de biosfeer, de hydrosfeer, de atmosfeer en het landgebruik en de indeling van het aardoppervlak krijgen.

### Toekomst van de Aarde
Volgens de meest gangbare hypothese zal de evolutie van de Zon uiteindelijk het einde van de Aarde betekenen, maar op de Aarde zal al veel eerder geen leven meer mogelijk zijn. Zoals in alle sterren vindt in de kern van de Zon voortdurend kernfusie van waterstof tot helium plaats. Daardoor hoopt zich in de loop der tijd steeds meer helium op in de kern van de Zon, waardoor de luminositeit van de Zon toeneemt met ongeveer 10% in de komende 1,1 miljard jaar en 40% in de komende 3,5 miljard jaar. Over ongeveer 5 miljard jaar zal alle waterstof in het inwendige van de Zon zijn omgezet in helium, met als gevolg dat de Zon zal uitzetten tot een rode reus van rond de 250 maal zijn huidige omvang. Een rechtstreeks gevolg is dat de temperatuur op Aarde sterk zal stijgen, wat in ieder geval tot de verdamping van alle oceanen zal leiden. Over 900 miljoen jaar zal door de hogere temperatuur de hoeveelheid anorganische kooldioxide in de atmosfeer zijn toegenomen tot een concentratie waarbij fotosynthese door C4-fixatie onmogelijk is. Dat betekent dat de meeste plantensoorten niet meer kunnen overleven, waardoor de zuurstof uit de atmosfeer zal verdwijnen. Dit zal dierlijk of menselijk leven ook onmogelijk maken.
Het opzwellen van de Zon zal ervoor zorgen dat de binnenplaneten Mercurius, Venus en de Aarde in de fotosfeer (de "atmosfeer") van de Zon belanden en worden vernietigd. De Zon zal in dit stadium echter ongeveer 30% van zijn massa verloren hebben, zodat de Aarde theoretisch in een steeds wijdere omloopbaan komt. Dit effect had er normaal gesproken voor gezorgd dat de planeet niet door de uitdijende Zon zou worden opgeslokt, hoewel de nabijheid van de Zon nog steeds al het leven op Aarde onmogelijk zou hebben gemaakt. Uit een recente computersimulatie is echter gebleken dat door de getijdenwerking van de uitdijende Zon de Aarde juist naar de Zon toegetrokken zal worden. Vermoedelijk ontsnappen Mars en de andere buitenplaneten aan dit lot, maar ook op Mars zal de temperatuur zo sterk stijgen dat er geen aardse organismen kunnen leven.

## Culturele betekenis

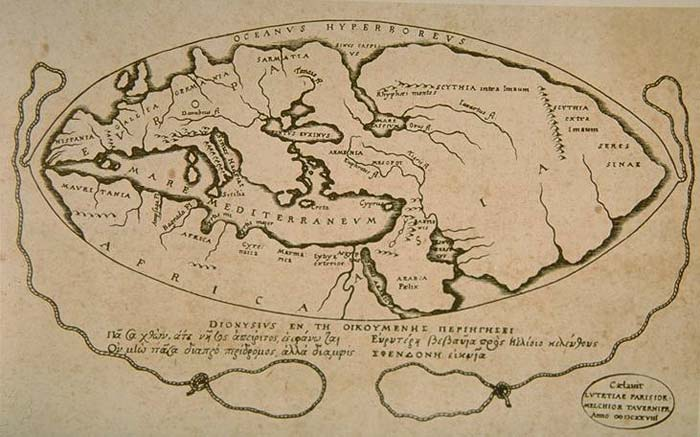
Een wereldkaart waarin het wereldbeeld van de Griekse filosoof Posidonius (135 - 51 v.Chr.) afgebeeld wordt

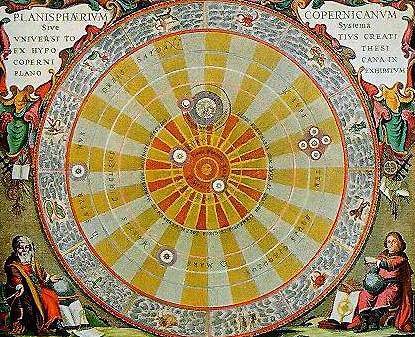
Afbeelding van het Zonnestelsel bij het werk van Nicolaus Copernicus. Copernicus stelde dat de Aarde om de Zon draaide in plaats van andersom, zoals men eeuwenlang geloofd had.

De eerste foto van een Aarde-opkomst op de Maan, gemaakt tijdens de Apollo 8-missie in 1968

Het standaardsymbool voor de Aarde is een kruis met een cirkel eromheen: . Dit symbool staat bekend als het wielkruis, zonnekruis of odinskruis. Hoewel er ook andere betekenissen aan dit symbool zijn toegeschreven, wordt het meestal gezien als een representatie van de vier windstreken op Aarde. Een andere versie van het symbool is een kruis boven een cirkel.

### Religieuze betekenissen
De Aarde is in veel culturen gepersonificeerd als Moeder Aarde. Voorbeelden zijn Tonantzin (letterlijk "onze moeder") bij de Azteken, Pachamama bij de Inca's, Bhumi Deva bij de hindoes, Gaia bij de Grieken en Romeinen, Hou-T'u in China of de godin Jord in de Noorse mythologie. In de Griekse mythologie was de aardgodin de vrouw van de hemelgod Uranos. In de Egyptische mythologie was de Aarde echter een mannelijke god, Geb, terwijl de hemel (Noet) juist vrouwelijk was.
In de meeste religies komen scheppingsverhalen voor, waarin de Aarde op bovennatuurlijke manier door een godheid wordt geschapen. Ook tegenwoordig gelooft een aantal religieuze groepen, bijvoorbeeld uit christen- of moslimfundamentalistische hoek, in een letterlijke interpretatie van oude religieuze teksten. Deze creationisten geloven niet in de conventionele wetenschappelijke theorieën over de vorming van de Aarde en het ontstaan en de evolutie van het leven.

### Ontwikkeling van de kennis over de Aarde
In de loop der wereldgeschiedenis is de kennis van de Aarde en haar oppervlak steeds toegenomen. Vanaf de Oudheid is in diverse culturen geloofd in een platte Aarde; zo zagen de Mesopotamiërs de Aarde als een platte schijf die in een oceaan dreef.
Toch waren er vanouds al mensen die inzagen dat de Aarde bolvormig was. De eersten die een bolvormige Aarde voorstelden, waren Griekse natuurfilosofen als Pythagoras. Zij constateerden dat tijdens een maansverduistering de schaduw van de Aarde altijd cirkelvormig is, ongeacht of de maan hoog aan de hemel of dicht bij de horizon staat. Eratosthenes berekende de omtrek op 15 procent nauwkeurig.
In de Middeleeuwen was het concept van een bolvormige Aarde in het Midden-Oosten, Europa en India wel bekend, maar nog niet overal algemeen aanvaard. Middeleeuwse geleerden als Beda en Thomas van Aquino wisten dat de Aarde bolvormig was. Anderen, zoals de zesde-eeuwse ontdekkingsreiziger Kosmas Indikopleustes, zagen de Aarde echter als een platte schijf. Ferdinand Magellaan maakte in 1522 als eerste een reis om de wereld, waarmee het pleit voorgoed beslecht werd.
Dat de Aarde om de Zon draait, is veel moeilijker vast te stellen en was dan ook niet vanouds bekend. Tot de Middeleeuwen werd de Aarde algemeen als centrum van het universum gezien: dit concept wordt geocentrisme genoemd. Pas na sterrenkundige ontdekkingen van onder anderen Nicolaas Copernicus (1473 - 1543) en Galileo Galilei (1564 - 1642) kwam het besef op dat de Aarde geen centrale positie in het Heelal inneemt. Het geocentrisme maakte plaats voor het idee dat de Aarde rond de Zon draait, het heliocentrisme.
Na de Middeleeuwen nam de kennis van de wereld toe door ontdekkingsreizen. Dankzij betere technieken in de cartografie, navigatie en landmeetkunde bleef ook in de Nieuwe Tijd de geografische kennis van de ligging en aard van de continenten en het aardoppervlak groeien. Ontdekkingen in de geologie, met name vanaf de 19e eeuw, vergrootten de kennis van het binnenste van de Aarde en brachten het inzicht van de hoge ouderdom van de planeet. De kennis van de atmosfeer en het klimaat stegen met de opkomst van de meteorologie en klimatologie in de 20e eeuw. Door de technologische ontwikkeling in de 20e eeuw is zowel in de wetenschap als onder een breder publiek het beeld van de Aarde sterk veranderd. In 1959 werd de Aarde voor het eerst uit de ruimte gefotografeerd door de ruimtesonde Explorer 6.
De wetenschappelijke kennis leidde tot het inzicht dat de verschillende onderdelen van de Aarde één systeem vormen, die in een fragiel evenwicht staan dat in het verleden vaak veranderd is en in de toekomst opnieuw kan veranderen. Een vergaande vorm van dit inzicht is de Gaia-hypothese, die stelt dat de hele biosfeer als één groot organisme functioneert.